# Birnie Loch
Birnie Loch ist ein Baggersee in den schottischen Lowlands. Er liegt etwa zehn Kilometer nördlich von Glenrothes an der Kreuzung der A91 und der B937 in der Council Area Fife in unmittelbarer Nähe des Dorfes Collessie. 
Der See war früher eine Kiesgrube. Der Abbau von Kies und Sand ist mittlerweile eingestellt und der See wurde von der ehemaligen Abbaugesellschaft der anliegenden Gemeinde überlassen. Seit 1991 ist Brinie Loch ein Schutzgebiet für Wildvögel. Im Gegensatz zu anderen Schutzgebieten dieser Art ist der See nicht eingezäunt, sondern öffentlich zugänglich. 